# Teen Queens
Le Teen Queens sono state un girl group australiano, formatosi a Sydney nel 1992 e composto da Roxanne Clarke, Kellie Crawford e Liza Witt.

## Storia
Le Teen Queens si sono formate nel 1992 in occasione di un pilot per una serie televisiva ambientata negli anni '60 e riguardante un girl group. Dopo l'insuccesso nell'espandere l'episodio in uno show, si sono dedicate alla carriera musicale: tra il 1992 e il 1993 hanno accumulato quattro ingressi nella ARIA Singles Chart, il loro successo più grande, una cover di Be My Baby, ha raggiunto la 6ª posizione ed è risultato il 48° brano più venduto del 1992 in territorio australiano. A novembre 1992 è stato pubblicato il loro album di debutto, Get Happy!, arrivato alla numero 36 in madrepatria. Agli ARIA Music Awards 1993 due brani del gruppo hanno ricevuto una candidatura ciascuno. Un secondo disco, Get Happy! II, è uscito nel luglio 1993, prima del loro scioglimento avvenuto nel medesimo anno.
Successivamente, Kellie Crawford è diventata membro fondatrice degli Hi-5 mentre Liza Witt è apparsa in serie televisive.

## Discografia

### Album in studio
- 1992 – Get Happy!
- 1993 – Get Happy! II

### Singoli
- 1992 – Be My Baby
- 1992 – I Can't Help Myself
- 1992 – I Love How You Love Me
- 1993 – Baby It's You